# Loxopus australis
Loxopus australis là một loài tò vò trong họ Ichneumonidae.